# Ctenophora fastuosa
Ctenophora fastuosa är en tvåvingeart som beskrevs av Friedrich Hermann Loew 1871. Ctenophora fastuosa ingår i släktet Ctenophora och familjen storharkrankar. Inga underarter finns listade i Catalogue of Life.